# Mario Stroeykens
Mario Stroeykens (Asse, 29 de septiembre de 2004) es un futbolista belga que juega en la demarcación de centrocampista para el RSC Anderlecht de la Primera División de Bélgica.

## Trayectoria
Tras formarse como futbolista en las categorías inferiores del RSC Anderlecht, finalmente el 15 de enero de 2021 debutó con el primer equipo en la Primera División de Bélgica en un partido contra el AS Eupen que finalizó con un resultado de 2-0 a favor del equipo eupenés. El 12 de agosto de 2021 debutó en la Liga Conferencia de la UEFA contra el KF Laçi en un partido que finalizó con un marcador de 2-1 a favor del combinado belga.

## Clubes
| Club           | País    | Año   | Partidos | Goles |
| -------------- | ------- | ----- | -------- | ----- |
| RSC Anderlecht | Bélgica | 2021- | 132      | 16    |
| RSCA Futures   | Bélgica | 2022  | 1        | 0     |